# Stanley Miller
Stanley Lloyd Miller (Oakland, 7 de Março de 1930 - National City, 20 de Maio de 2007) foi um cientista norte americano.
Ele se formou em química pela Universidade da Califórnia em Berkeley em 1951 e fez doutorado na Universidade de Chicago, concluído em 1954. Passou um ano com uma bolsa no Caltech (Instituto de Tecnologia da Califórnia) e outros cinco anos na Universidade Columbia, antes de se instalar na Universidade da Califórnia em San Diego - onde terminou sua carreira científica.
Ficou conhecido pelos seus trabalhos sobre a origem da vida. Notabilizou-se, pela primeira vez, aos 23 anos de idade, por seu trabalho feito em colaboração com Harold Clayton Urey, que ficou conhecido como a Experiência de Urey-Miller, ou mesmo como "Sopa Orgânica".

## Sua experiência
O grande feito do cientista foi realizado em 1952 (Alguns dizem 1953), sob a supervisão de Harold Urey (1893-1981), quando ambos estavam na Universidade de Chicago. Num recipiente projetado para ser uma versão artificial da [suposta] atmosfera terrestre primitiva - uma mistura de hidrogênio, água, amônia e metano -, a dupla disparou cargas elétricas para simular o efeito de raios, e o resultado, após uma semana, aconteceu o aparecimento espontâneo de glicina e a alanina que são aminoácidos - moléculas orgânicas não complexas.
Este experimento é considerado um marco histórico nas pesquisas a respeito da origem da vida, embora novos enfoques tenham questionado a sua validade, devido, em parte, à improbabilidade de uma atmosfera altamente redutora na terra primitiva, porém muitas pessoas já refizeram o experimento, e em todos os casos aconteceu a mesma coisa.
Desde então conhecido como "Experimento de Urey-Miller" ou a "Sopa Orgânica" foi publicado em 15 de maio de 1953 pela revista científica Science, com um impacto notável - era a primeira demonstração de como moléculas orgânicas poderiam ter surgido nas condições especiais da Terra primitiva.

## Sua Morte
Stanley Miller sofreu uma série de derrames, que gradativamente impediram de prosseguir na carreira acadêmica. Segundo declaração de seu irmão, Donald, ao jornal americano "The New York Times", a causa da morte foi parada cardíaca. Ele nunca se casou, nem deixou filhos.
"Stanley Miller foi o pai da química da origem da vida", disse Jeffrey Bada, professor de química marinha da Universidade da Califórnia em San Diego e foi orientado em sua pós-graduação pelo famoso cientista. "E ele foi um líder naquele campo por muitas décadas, mantendo-se ativo até mesmo após seu primeiro derrame, em novembro de 1999. Foi o experimento de Miller que quase da noite para o dia transformou o estudo da origem da vida num campo respeitável de investigação."